# Catocala giuditta
Catocala giuditta là một loài bướm đêm trong họ Erebidae.